# رنه لیو
رنه لیو (به چینی: 劉若英؛ زادهٔ ۱ ژوئن ۱۹۶۹) خواننده، ترانه‌سرا، بازیگر، کارگردان و نویسنده تایوانی است. موسیقی او اغلب بر داستان‌های عاشقانه متمرکز است و تصویری از خود به عنوان یک زن مجرد ساخته‌است. او به خاطر شخصیت زن بالغ، حرفه‌ای، شهرنشین و مجردش شناخته شده‌است.
او از سال ۱۹۹۵ تاکنون ۲۰ آلبوم منتشر کرده‌است. و صدها کنسرت انفرادی در سراسر جهان برگزار کرده‌است. او همچنین حرفه بازیگری قابل توجهی داشته و جوایز متعددی را در سراسر آسیا از جمله بهترین بازیگر زن دو بار در جشنواره فیلم آسیا پاسیفیک کسب کرده‌است.

## اوایل زندگی
رنه لیو در ۱ ژوئن ۱۹۶۹ در شهر تایپه، تایوان به دنیا آمد. او در خانواده ای مرفه در تایپه به دنیا آمد. خانواده او از لیلینگ، هونان. پدربزرگ او به عنوان یک ژنرال کلاس یک در ارتش حزب ملی تایوان خدمت می‌کرد. پدر و مادر لیو زمانی که او جوان بود طلاق گرفتند و او در خانه پدربزرگ و مادربزرگش بزرگ شد. در کالج، لیو در دانشگاه ایالتی کالیفرنیا تحصیل کرد و دارای مدرک لیسانس در رشته موسیقی است.

## زندگی شخصی
در ۸ اوت ۲۰۱۱، رنه لیو با تاجر ژونگ شیائوجیانگ (ژونگ شی) در پکن ازدواج کرد. در سال ۲۰۱۵ یک پسر به دنیا آورد.

## بازیگری
او حرفه بازیگری را با فیلم سیائو یو در نقش اصلی در سال ۱۹۹۴ آغاز کرد. از دیگر آثار او می‌توان به فیلم‌های گریه نکن، نانجینگ (۱۹۹۵)، شخصیت‌ها (۱۹۹۸)، دید مضاعف (۲۰۰۲)، جهانی بدون دزدان (۲۰۰۴)، افسانه آیلین چانگ (۲۰۰۴)، فرار کن پدر، فرار کن (۲۰۰۸)، سرعت فرشتگان (۲۰۱۱) و ما و آن‌ها (۲۰۱۸) اشاره کرد.